# 阿姆斯特丹学派
阿姆斯特丹學派（荷兰语： Amsterdamse School ）是一种在1910年至1930年左右始于荷兰的建筑风格。阿姆斯特丹学派运动是国际表现主义建筑的一部分。
阿姆斯特丹學派建筑的特点是砖砌结构，堆砌工艺复杂，具有圆形或有机外观。建筑物体量较为传统，内部和外部整合了精致的建筑元素：装饰性砖石，艺术玻璃，锻铁制品，尖顶或“梯形窗“，以及与建筑融为一体的雕塑。其目的是创造一种兼顾室内与室外的整体建筑体验。

## 1920年代的各种现代运动
充满社会主义理想的阿姆斯特丹学派风格经常被用于工人阶级的居住区，地方机构和学校。亨德里克·贝拉格（Hendrik Berlage）为许多荷兰城镇设计了新的城市方案，而阿姆斯特丹学派的建筑师则负责建筑。1905年的Berlage证券交易所可以被视为荷兰传统主义建筑的起点。
从1920年到1930年，荷兰平行发展了不同的艺术运动：阿姆斯特丹学派是其中最成功的风格。对于许多外国建筑师而言，阿姆斯特丹是新城区扩建的圣地。但是，得益于以代尔夫特理工大学的马丁努斯·格兰普雷·莫里哀（Martinus Granpré Molière）为代表的所谓的代尔夫特学派，传统主义运动持续得更久，直至1950年代。在1960年代，理性主义运动占据了主导地位。1961年Piet Kramer逝世后，没有建筑机构或博物馆对他的表现主义作品感兴趣。因此，他所有图纸，蓝图和模型都被烧毁了。

## 代表建築作品

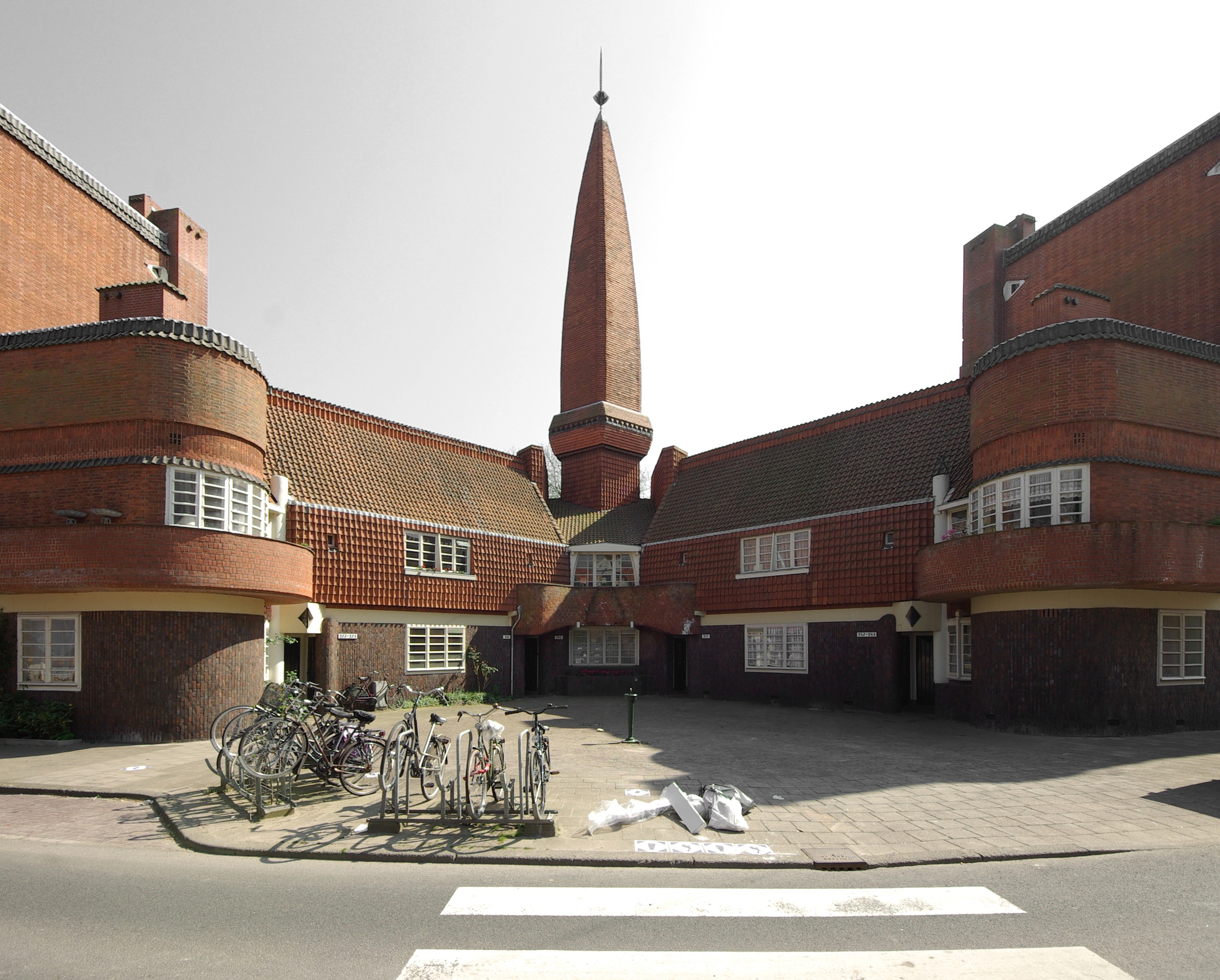
船公寓，阿姆斯特丹，1917-20年
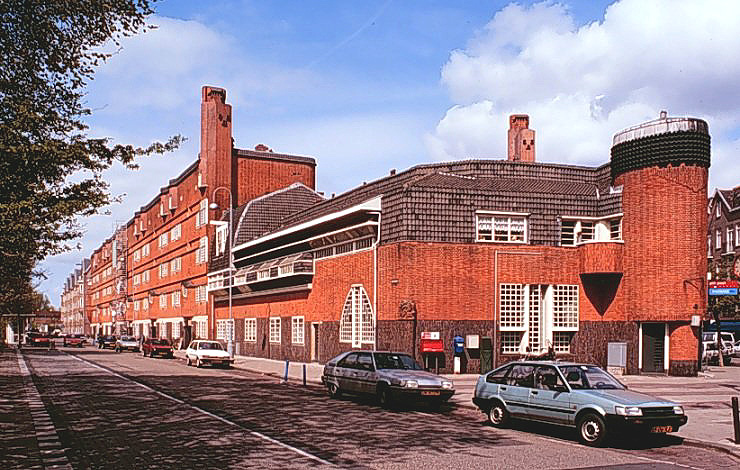
船公寓，阿姆斯特丹，1917-20年
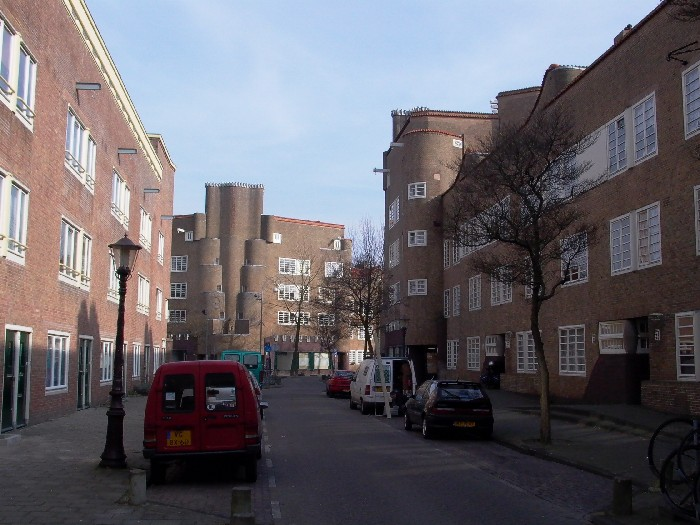
De Dageraad 居住區，阿姆斯特丹，1920-23年
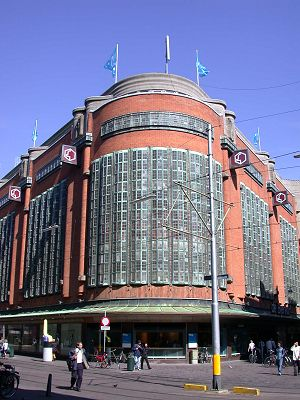
De Bijenkorf 百貨公司，海牙，1924-26年
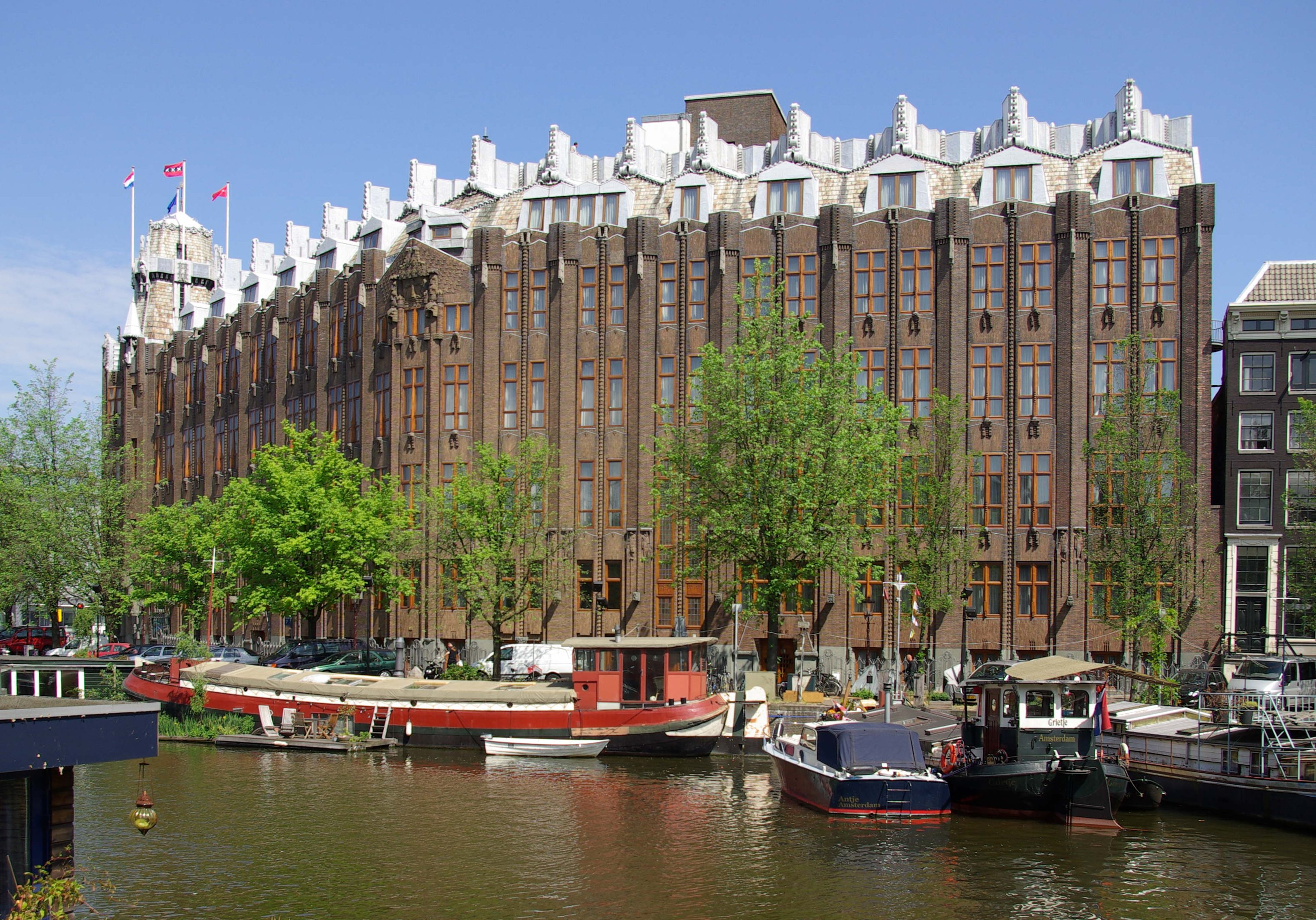
阿姆斯特丹航運大樓，1913-28年
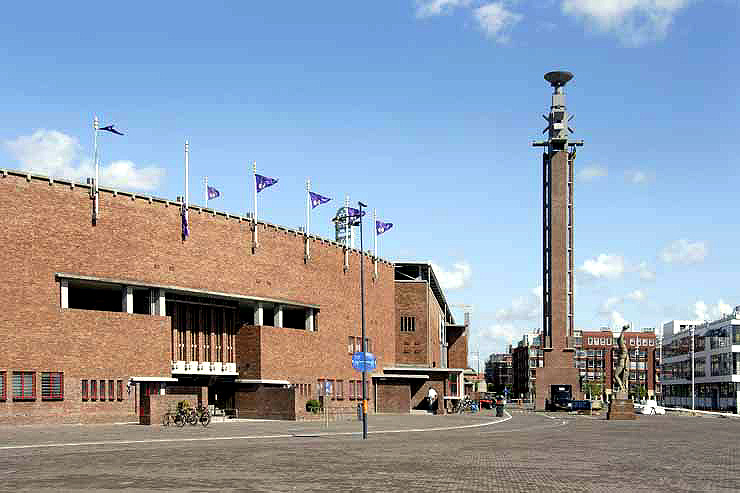
阿姆斯特丹奧林匹克體育場，1928年，由扬·威尔斯設計
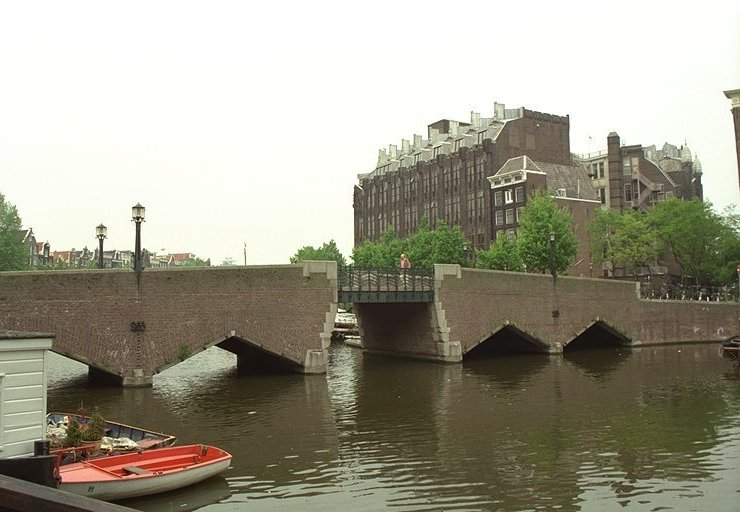
约翰·范德梅设计的的橋

## 外部連結
- Archimon （页面存档备份，存于）
- The Amsterdam School museum, located in Het Schip （页面存档备份，存于）
- Amsterdamse School (荷兰语)
- Amsterdam School of architecture （页面存档备份，存于） outline and pictures
- Guided tour + photographs